# Raymond L. Telles Jr.

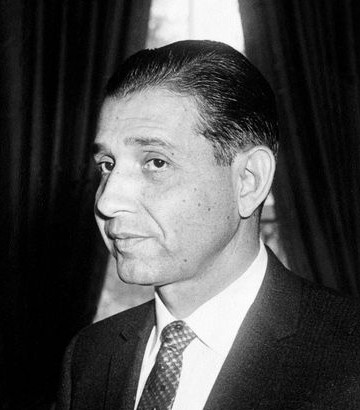
Raymond L. Telles Jr., 1961

Raymond L. Telles Jr. (* 5. September 1915 in El Paso; † 8. März 2013 in Sherman Oaks) war ein US-amerikanischer Politiker (Demokratische Partei), Diplomat. Als erster Hispanic war er Botschafter und Bürgermeister einer Großstadt.

## Leben
Telles war der Sohn des Maurers Ramón Telles und seiner Frau Angela Lopez Telles, einer Supermarktbetreiberin. Seine Schullaufbahn beendete er 1933 an der Cathedral High School, worauf er zwei Jahre lang die Wirtschaftshochschule International Business College besuchte. Bald machte er als Angestellter der Works Progress Administration, ab 1939 des Zuchthauses La Tuna Karriere. Im Rahmen des Zweiten Weltkriegs wurde er bereits im Februar 1941, also vor dem Kriegseintritt der Vereinigten Staaten, in die Armee einberufen. Er diente teils in der United States Air Force. Nach sechs Jahren kehrte er als Major zurück nach El Paso, um weiter im Zuchthaus zu arbeiten. 1952 wurde er erneut für den Koreakrieg einberufen.
Auf Anraten seines politisch aktiven Vaters trat der beliebte Veteran nach seiner Rückkehr zur Wahl zum county clerk an. Im Wahlkampf setzte er auf Radiowerbung und versuchte, sowohl die hispanische als auch angloamerikanische Wählerschaft auf seine Seite zu ziehen. Mit einer knappen Mehrheit gewann er gegen den Amtsinhaber und wurde viermal wiedergewählt. Dieses Amt ebnete ihm den Weg zur Bürgermeisterwahl in El Paso 1957. Als Kandidat einer „Volksliste“ gewann er in den Vorwahlen der Demokratischen Partei gegen den Amtsinhaber Tom Rogers. In der eigentlichen Bürgermeisterwahl gelang ihm ein Erdrutschsieg, womit er als erster Hispanic Bürgermeister einer US-amerikanischen Großstadt wurde. In seinen zwei Amtszeiten als Bürgermeister zeigte er sich als Alliierter der Bürgerrechtsbewegung, obwohl er nie explizit Partei ergriff und die Wählerschaft nicht polarisierte. Zum Beispiel ermöglichte er indirekt die Aufhebung der faktischen Rassentrennung in der Feuerwehr und Polizei von El Paso.
1961 ernannte ihn Präsident John F. Kennedy als ersten Hispanic zum Botschafter in Costa Rica. Präsident Lyndon B. Johnson ernannte ihn 1967 zum Leiter der US-amerikanischen Delegation zu einem bilateralen Komitee zur Grenze zwischen den Vereinigten Staaten und Mexiko. Zwei Jahre später ersetzte dessen Nachfolger Richard Nixon ihn. 1970 kandidierte Telles in den Wahlen zum Repräsentantenhaus, verlor jedoch bereits in den Vorwahlen gegen den Amtsinhaber Richard Crawford White. In seinen späten Jahren engagierte er sich in verschiedenen Bürgerrechtsinitiativen und Finanzprojekten.
Am 15. Februar 1942 heiratete er Delfina Navarro, die er an der Wirtschaftshochschule kennengelernt hatte. Gemeinsam hatten sie zwei Kinder, darunter die Diplomatin Cynthia A. Telles. Er verstarb 2013. Telles Bruder Richard diente zwanzig Jahren als County Commissioner und Präsident Des Schulbezirks von El Paso. Sein Neffe Raymond Rutherford Telles bewarb sich 1997 erfolglos um das Amt des Bürgermeisters von El Paso.